# Volksmund
Volksmundⓘ, „wie das Volk spricht“, ist ein mehrdeutiger Begriff, der heute in den Fachsprachen nicht mehr benutzt wird.

## Definition
Folgend zwei  Definitionen für Volksmund:
- die „im Volk lebendige mündliche Überlieferung“;[1] J. G. Herder prägte dafür auch den Ausdruck Volkspoesie als Gesamtheit der volkstümlichen literarischen und mündlichen Überlieferungen und rechnet dazu das Volkslied, Erzählungen, Volksmärchen, aber auch Sprichwörter, Kinderreime, Übernamen, Bauernregeln und Ähnliches;[2]
- „volkstümlicher Sprachgebrauch“,[1] die Alltagssprache oder Umgangssprache im Gegensatz zum fachwissenschaftlichen Sprachgebrauch, veraltet auch für die Mundart, ein Wort, das aber auch für Dialekt stehen kann.